# Куропатин (Дубовский район)
Куропатин — хутор в Дубовском районе Ростовской области. Входит в состав Присальского сельского поселения.
Население - 70 (2010)

## История
Предположительно основан в конце 1920-х — начале 1930-х годов как поселение при 2-й ферме конного завода № 2. Позднее 4-я ферма совхоза "Комиссаровский". В августе 1963 года присвоено название хутор Куропатин.

## Общая физико-географическая характеристика
Хутор расположен на востоке Зимовниковского района в пределах Ергенинской возвышенности, являющейся частью Восточно-Европейской равнины, на высоте около 108 метров над уровнем моря. Рельеф местности равнинный. 
По автомобильной дороге расстояние до Ростова-на-Дону составляет 370 км, до районного центра села Дубовское - 59 км, до административного центра сельского поселения посёлка Присальский - 10 км. 
Часовой пояс
Куропатин, как и вся Ростовская область, находится в часовой зоне МСК (московское время). Смещение применяемого времени относительно UTC составляет +3:00.

## Население
Динамика численности населения
| 1989 | 2002 |
| ---- | ---- |
| ≈200 | 62   |

| 1989 | 2002 | 2010 |
| ---- | ---- | ---- |
| 223  | ↘65  | ↗70  |

## Улицы
- пер. Куропатинский,
- ул. Центральная.